# Montse Peidro
María Montserrat Peidro Rodiles (Sevilla, 6 de junio de 1974) es una actriz, bailarina, coreógrafa y gimnasta española.

## Biografía
Nació en Sevilla (Andalucía), aunque creció en Málaga (Andalucía). Actualmente reside en Madrid.
El 11 de marzo de 2024 fue proclamada ganadora del Premio a la mejor actriz de reparto, en la categoría de teatro, por la Unión de Actores y Actrices, en su XXXII edición, por su papel de "Gumersinda" en el Sueño de la Razón, de Antonio Buero Vallejo, bajo la dirección de José Carlos Plaza.
Se formó como actriz en la Escuela Superior de Arte Dramático de Málaga y tiene una amplia trayectoria en teatro, En el campo audiovisual también tiene una dilatada experiencia, habiendo participado en varias series de TV en España.

## Teatro
- El Sueño de la Razón, dirección de José Carlos Plaza (2023).
- La Casa de Bernarda Alba, dirección de José Carlos Plaza (2022).
- Divinas Palabras,[2] dirección de José Carlos Plaza (2020). Centro Dramático Nacional.[3]
- La Isla del Aire,[4] dirección de Jorge Torres (2019).
- Prometeo,[5] dirección de José Carlos Plaza (2019). Festival Internacional de Teatro Clásico de Mérida.[6]
- Auto de los Inocentes,[7] dirección de José Carlos Plaza (2018). Compañía Nacional de Teatro Clásico.[8]
- La Orestiada,[9] dirección de José Carlos Plaza (2017). Festival Internacional de Teatro Clásico de Mérida.
- La Noche de las Tríbadas,[10] dirección de José Carlos Plaza (2015).

## Televisión
- Amar es para siempre (2022)
- Servir y Proteger[11] (2020)
- HIT[12] (2020)
- El Ministerio del Tiempo[13] (2020)
- Acacias 38[14] (2020)
- El Nudo[15] (2019)
- Hospital Valle Norte[16] (2019)
- Centro Médico[17] (2019)
- La Catedral del Mar[18] (2018)
- La Casa de Papel[19] (2017)